# Natzweiler-Struthof

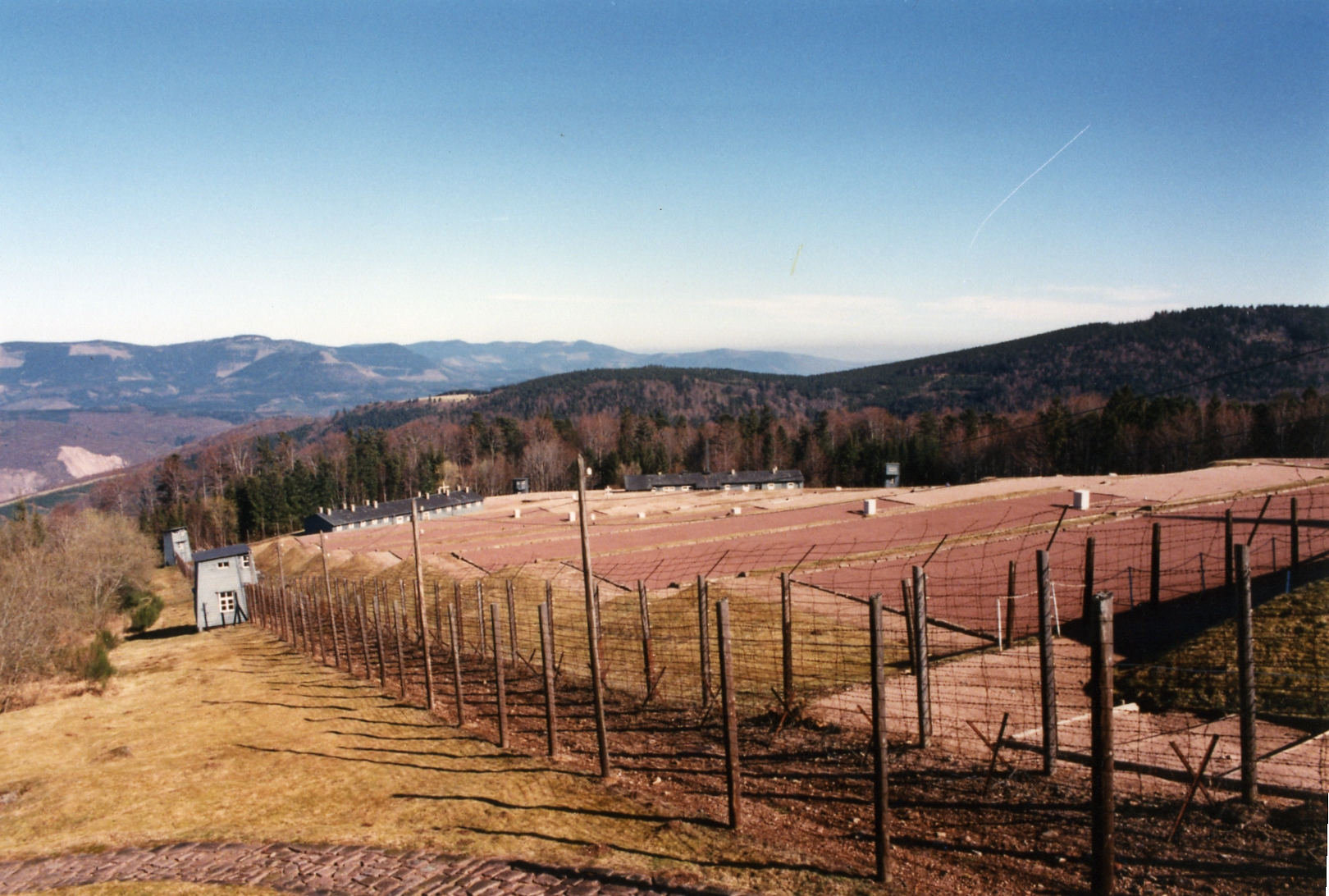
Widok na stok poobozowy

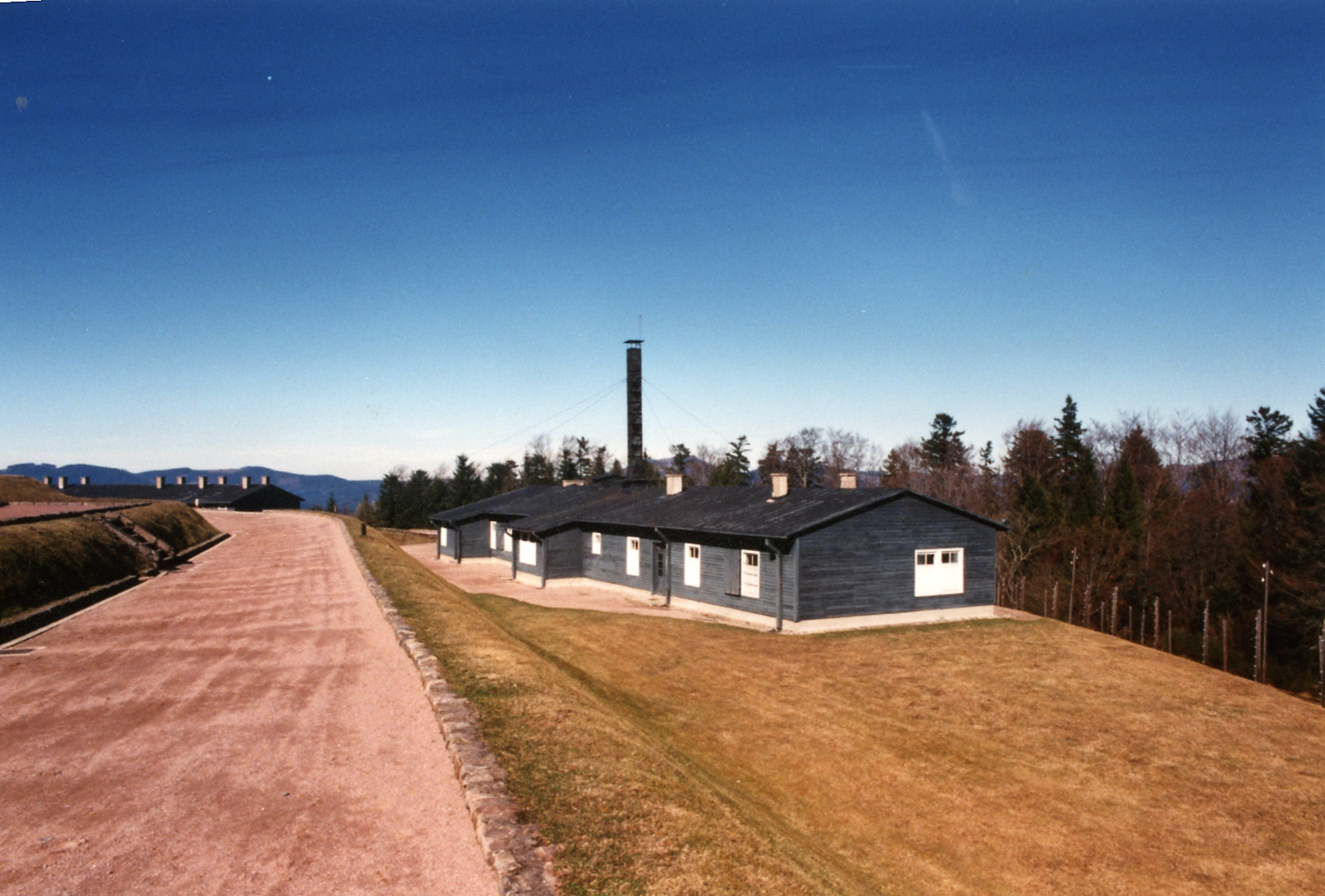
Krematorium- widok współczesny

Konzentrationslager Natzweiler-Struthof, KL Natzweiler, Einweisungslager Natzweiler – niemiecki obóz koncentracyjny, założony we wcielonej do Rzeszy Alzacji, w Wogezach, w miejscu zwanym Struthof, koło wioski Natzwiller (niem. Natzweiler) nieopodal miasteczka Schirmeck. Istniał w latach 1941–1944.

## Historia obozu
Nieopodal alzackiej wioski Natzwiller zlokalizowano pokłady rzadkiego różowego granitu. Niemiecka firma należąca do SS, Deutsche Erd- und Steinwerke GmbH (DEST) zainteresowała się tym granitem i po wstępnym rozeznaniu zapadła decyzja o konstrukcji obozu koncentracyjnego na zboczu górki nazywanej Struthof. Prace rozpoczęto w kwietniu 1941, przy pomocy 300 więźniów przysłanych z KL Sachsenhausen, głównie Niemców.
W ciągu pierwszego roku w obozie znajdowało się ok. 900 więźniów, wśród których 300 pracowało przy wydobyciu granitu. Po pierwszym roku przy życiu została połowa wszystkich więźniów obozu (ok. 450 osób). Latem 1942 roku obóz rozbudowano, zaczął przyjmować dużo większe ilości więźniów, na których wdrożono politykę unicestwienia przez pracę.
Jesienią 1942 rozpoczęto w obozie serię drastycznych doświadczeń na żywych więźniach, głównie próbek szczepionek i reakcji na rozmaite gazy żrące (iperyt i fosgen). Umieralność wśród ofiar tych doświadczeń była bardzo wysoka, śmierć następowała po wielu dniach męczarni. Z innej grupy ofiar na polecenie Augusta Hirta zgromadzono kolekcję szkieletów uśmiercając specjalnie wyselekcjonowanych w tym celu 86 Żydów (29 kobiet i 57 mężczyzn więźniów Auschwitz-Birkenau). Na tym właśnie pseudonaukowym tle uruchomiono w 1943 roku niewielką komorę gazową, w której obserwowano reakcję ofiar na różne gazy oraz uśmiercano osoby (głównie Żydów) przeznaczone do zasilenia wspomnianej kolekcji szkieletów dla Reichsuniversität Straßburg. Komora była użyta kilkakrotnie – jedynie w celu doświadczalnym. Po wojnie szkielety zostały własnością Uniwersytetu w Strasburgu.
W drugiej połowie 1943 roku, wobec wyzwań wojennych stojących przed III Rzeszą zaprzestano wydobywać granit i rozpoczęto konstrukcję fabryki silników samolotowych Junkers. Począwszy od 1944 roku rozpoczęto drążenie skał w celu umieszczenia strategicznej produkcji pod ziemią. Był to okres największego przepełnienia obozu, z liczbą dochodzącą do 8000 więźniów.
Natzweiler posiadał kilkadziesiąt podobozów i komand zewnętrznych w Alzacji i Badenii-Wirtembergii.
Na początku września 1944 w obliczu zbliżającego się frontu ostatnich 6000 więźniów wyprowadzono do KL Dachau.
Komendantami obozu byli:
1. Hans Hüttig (maj 1941 – kwiecień 1942)
2. Egon Zill (kwiecień 1942 – październik 1943)
3. Josef Kramer (październik 1943 – maj 1944)
4. Friedrich Hartjenstein (maj – wrzesień 1944)

## Więźniowie i ofiary
Szczególny los spotykał więźniów oznaczonych literami NN (niem. Nacht und Nebel, pl. Noc i Mgła). Byli to członkowie ruchu oporu z państw zachodnich, głównie Francji, Belgii, Holandii, Norwegii – których zamknięto z zamiarem zgładzenia. Wielu z nich znalazło się w Gross-Rosen, lecz trafiali również do Natzweiler, gdzie byli odseparowani od pozostałych więźniów i dostawali niższe racje żywieniowe. Byli obciążeni najtrudniejszą pracą.
Wielu więźniów było Niemcami, Romami, Polakami wywiezionymi na prace i z różnych powodów zatrzymanymi, jeńcami z Armii Czerwonej, młodzieżą alzacką i mozelską odmawiającą służenia w Wehrmachcie. Zdarzali się również spadochroniarze alianccy oraz grupa Świadków Jehowy.
Więźniowie byli mordowani przy pomocy dosercowych zastrzyków fenolu i rozstrzeliwań. Byli wieszani i zagazowywani. Ciała palono w krematorium. Jedyną ucieczką, która się powiodła była ucieczka pięciu więźniów, z których jednemu udało się zdobyć mundur SS – wyjechali przez bramę główną samochodem komendanta (podobna ucieczka samochodem Steyr 220 miała miejsce w Auschwitz-Birkenau, p. Eugeniusz Bendera).
Przez obóz przeszło przynajmniej 45 tysięcy więźniów, liczbę ofiar szacuje się na 12 tysięcy ludzi. Według francuskiego filmu dokumentalnego KL Natzweiler – Zapomniany obóz (2018) nadawanego w stacji Planète+, w obozie przebywało ponad 50 tysięcy więźniów, z których zginęła blisko połowa.

## Dzieje powojenne
Po wojnie wszystkie baraki i budynki zostały zachowane, aż do 1953 roku, kiedy władze francuskie zdecydowały się na kontrowersyjną rozbiórkę i spalenie pozostałości zabudowań.
27 czerwca 1963 zostało otwarte muzeum, niektóre zabudowania odtworzone. Duża część została zniszczona w 1976 roku, po kryminalnym podpaleniu przez grupę negacjonistów. Po pożarze zabudowania odtworzono wedle planów.